# Velika Štanga
Velika Štanga – wieś w Słowenii, w gminie Šmartno pri Litiji. W 2018 roku liczyła 115 mieszkańców.